# Nic Endo
Nic Endo (née le 7 janvier 1976) est une chanteuse américano-allemande. Elle est mieux connue comme membre du groupe de digital hardcore Atari Teenage Riot. Fille d'une mère japonaise et d'un père allemand, Endo est née à Wichita Falls, au Texas, aux États-Unis.

## Biographie
Durant sa jeunesse, Endo vit à Francfort entre 1994 et 1996, puis emménage par la suite à Berlin. Nic Endo se joint à Atari Teenage Riot (ATR) pendant leur tournée en 1997 et s'implique dans la production de leur dernier album 60 Second Wipe Out.
Après la séparation d'ATR en 2000, Endo publie un album solo expérimental intitulé Cold Metal Perfection,,. L'album est enregistré entre 2000 et 2001 entre Berlin et Shizuoka. Publié au label Fatal Recordings, un sous-label explicitement féministe de Digital Hardcore Recordings, Cold Metal Perfection est nommé dans le top 20 des albums de 2001 par l'Alternative Press.
En 2001, Endo assiste à la production de l'album solo Intelligence and Sacrifice d'Alec Empire. Elle prend aussi part aux tournées d'Empire et s'implique dans l'album qui suit, Futurist (2005). En 2010, ATR se reforme et Endo remplace Hanin Elias au chant.

## Discographie
- 1998 : White Heat (DHR)
- 1998 : Poison Lips (sous le nom de She Satellites) (Geist)
- 2001 : Cold Metal Perfection (DHR/Fatal)